# アーロン・ソーキン
アーロン・ベンジャミン・ソーキン（Aaron Benjamin Sorkin, 1961年6月9日 - ）は、アメリカ合衆国の劇作家・脚本家・テレビプロデューサー・映画監督。実話をベースとした会話劇、法廷劇を得意とする。

## 来歴
1983年、シラキュース大学でミュージカルの美術学士を修了。俳優を志し下積みを重ねるが、その後戯曲の執筆に転身。軍事裁判を描く『ア・フュー・グッドメン』がデイヴィッド・ブラウンの目に留まり、草稿段階で映画化の契約を結ぶ。
キャッスル・ロック・エンターテインメントは映画化にあたって、ソーキン自身を脚本家に抜擢する。ロブ・ライナー監督、トム・クルーズ、ジャック・ニコルソン主演で1992年に公開され大ヒットを記録する。ソーキンはさらに『冷たい月を抱く女』『アメリカン・プレジデント』と、キャッスル・ロックで脚本を3作執筆している。1990年代中盤には『シンドラーのリスト』『ブルワース』などの作品でスクリプトドクターを務めた。
1998年、ABCで放送されたシットコム『Sports Night』を企画しテレビに進出。1999年にはNBCの政治ドラマ『ザ・ホワイトハウス』で脚本とプロデュースを担当。2003年に降板するまでプライムタイム・エミー賞ドラマ部門作品賞を4年連続で受賞した。
2006年、スケッチ・コメディーの舞台裏を描く『Studio 60 on the Sunset Strip』がABCで放送。高かった期待値と前評判とは裏腹に、視聴率、批評とも不振に終わり、ドラマは1シーズンで打ち切りとなった。
2007年末、マイク・ニコルズ監督、トム・ハンクス主演の映画『チャーリー・ウィルソンズ・ウォー』で久しぶりに映画の脚本を担当。同年には自身の映画脚本の舞台化『The Farnsworth Invention』で演劇に復帰する。
2010年、マーク・ザッカーバーグらによるFacebookの創業を描いた『ソーシャル・ネットワーク』で脚本を担当。第83回アカデミー賞の脚色賞を受賞した。2011年には同映画のプロモーションのため、ジェシー・アイゼンバーグと来日して、東京国際映画祭におけるグリーンカーペットに登場した。
2015年、Appleの創業者スティーブ・ジョブズを描いた映画『スティーブ・ジョブズ』の脚色を担当し、第73回ゴールデングローブ賞の脚本賞を受賞した。
2017年、『モリーズ・ゲーム』で初めて映画の監督を務め、第90回アカデミー賞の脚色賞にノミネートされた。
2020年、最新監督作『シカゴ7裁判』がNetflixで配信。大統領選挙に合わせて劇場公開する予定だったが、新型コロナウイルスの影響で困難となったため、急遽ネットでの配信に変更された。

## 作品リスト

### 戯曲
- Removing All Doubt （1984年）
- Hidden in This Picture （1988年）
- ア・フュー・グッドメン A Few Good Men （1989年、2004年）
- Making Movies （1990年）
- The Farnsworth Invention （2007年）

### 映画
| 年   | 題名                                                  | 役割             | 備考  |
| ---- | ----------------------------------------------------- | ---------------- | ----- |
| 1992 | ア・フュー・グッドメン A Few Good Men                 | 原作・脚本       |       |
| 1993 | 冷たい月を抱く女 Malice                               | 共同脚本         |       |
| 1995 | アメリカン・プレジデント The American President       | 脚本             |       |
| 2007 | チャーリー・ウィルソンズ・ウォー Charlie Wilson's War | 脚本             |       |
| 2010 | ソーシャル・ネットワーク The Social Network           | 脚本・製作総指揮 |       |
| 2011 | マネーボール Moneyball                                | 脚本             |       |
| 2015 | スティーブ・ジョブズ Steve Jobs                       | 脚本             | [ 4 ] |
| 2017 | モリーズ・ゲーム Molly's Game                         | 監督・脚本       |       |
| 2020 | シカゴ7裁判 The Trial of the Chicago 7                | 監督・脚本       |       |
| 2021 | 愛すべき夫妻の秘密 Being the Ricardos                 | 監督・脚本       |       |
| TBA  | The Social Network: Part 2                            | 監督・脚本       |       |

### テレビドラマ
| 年        | 題名                             | 役割                   | 備考                         |
| --------- | -------------------------------- | ---------------------- | ---------------------------- |
| 1998-2000 | Sports Night                     | 脚本                   |                              |
| 1999-2006 | ザ・ホワイトハウス The West Wing | 監督・脚本・製作総指揮 | 脚本・製作総指揮（〜2003年） |
| 2006-2007 | Studio 60 on the Sunset Strip    | 脚本                   |                              |
| 2012-2014 | ニュースルーム The Newsroom      | 脚本                   |                              |